# Smučarski skoki na Zimskih olimpijskih igrah 2010 - velika skakalnica ekipno
Smučarski skoki na Zimskih olimpijskih igrah 2010 - velika skakalnica ekipno, tekmovanje je potekalo 22. februarja 2010.

## Rezultati
| Poz | Št | Država                                                                                      | Prva serija             | Prva serija                   | Prva serija | Finalna serija          | Finalna serija                | Finalna serija | Skupaj |
| Poz | Št | Država                                                                                      | Dolžina                 | Točke                         | Poz         | Dolžina                 | Točke                         | Poz            | Skupaj |
| --- | -- | ------------------------------------------------------------------------------------------- | ----------------------- | ----------------------------- | ----------- | ----------------------- | ----------------------------- | -------------- | ------ |
| 1   | 12 | Avstrija · Wolfgang Loitzl · Andreas Kofler · Thomas Morgenstern · Gregor Schlierenzauer    | 138,0 132,0 135,5 140,5 | 547,3 140,4 126,1 135,9 144,9 | 1           | 138,5 142,0 135,0 146,5 | 560,6 141,8 138,6 135,0 145,2 | 1              | 1107,9 |
| 2   | 11 | Nemčija · Michael Neumayer · Andreas Wank · Martin Schmitt · Michael Uhrmann                | 137,0 128,5 128,0 135,0 | 509,3 135,6 120,3 119,9 133,5 | 2           | 136,5 139,0 122,0 140,0 | 526,5 134,7 141,7 106,6 143,5 | 2              | 1035,8 |
| 3   | 10 | Norveška · Anders Bardal · Tom Hilde · Johan Remen Evensen · Anders Jacobsen                | 128,0 127,5 131,5 138,0 | 504,0 118,4 118,5 126,7 140,4 | 3           | 127,0 139,0 129,5 140,5 | 526,3 117,1 141,7 122,1 145,4 | 3              | 1030,3 |
| 4   | 9  | Finska · Matti Hautamäki · Janne Happonen · Kalle Keituri · Harri Olli                      | 133,5 128,5 123,0 134,0 | 490,2 129,8 120,3 108,4 131,7 | 4           | 130,0 139,0 132,0 134,5 | 524,4 123,5 142,2 126,6 132,1 | 4              | 1014,6 |
| 5   | 6  | Japonska · Daiki Ito · Taku Takeuči · Šohei Točimoto · Noriaki Kasai                        | 129,5 125,5 128,0 133,5 | 484,7 122,1 113,4 118,4 130,8 | 5           | 133,5 129,5 132,0 140,0 | 523,0 130,8 122,1 126,6 143,5 | 5              | 1007,7 |
| 6   | 8  | Poljska · Stefan Hula · Łukasz Rutkowski · Kamil Stoch · Adam Małysz                        | 129,0 123,0 126,5 136,5 | 484,0 122,2 108,4 116,2 137,2 | 6           | 127,5 134,5 139,5       | 512,7 118,5 132,6 143,1       | 6              | 996,7  |
| 7   | 5  | Češka · Antonín Hájek · Roman Koudelka · Lukáš Hlava · Jakub Janda                          | 129,0 131,0 125,0 128,0 | 477,4 121,2 124,3 112,5 119,4 | 7           | 135,0 135,5 126,0 129,0 | 504,4 134,0 134,4 114,3 121,7 | 7              | 981,8  |
| 8   | 7  | Slovenija · Primož Pikl · Mitja Mežnar · Peter Prevc · Robert Kranjec                       | 124,0 126,5 132,0 129,0 | 472,2 109,2 114,7 127,1 121,2 | 8           | 119,5 131,0 127,5 139,0 | 486,6 102,1 124,3 118,0 142,2 | 8              | 958,8  |
| 9   | 3  | Francija · Vincent Descombes Sevoie · David Lazzaroni · Alexandre Mabboux · Emmanuel Chedal | 125,0 108,5 127,5       | 419,8 111,0 112,0 78,8 118,0  | 9           |                         |                               | 09 !           | 419,8  |
| 10  | 4  | Rusija · Pavel Karelin · Denis Kornilov · Ilja Rosljakov · Dimitrij Ipatov                  | 114,5 129,5 119,5 118,5 | 414,1 90,6 122,1 101,1 100,3  | 10          |                         |                               | 10 !           | 414,1  |
| 11  | 2  | ZDA · Anders Johnson · Peter Frenette · Taylor Fletcher · Nicholas Alexander                | 115,5 124,5 88,5 119,0  | 340,0 92,4 111,1 36,3 100,2   | 11          |                         |                               | 11 !           | 340,0  |
| 12  | 1  | Kanada · MacKenzie Boyd-Clowes · Trevor Morrice · Eric Mitchell · Stefan Read               | 105,0 101,0 102,0 114,0 | 294,6 72,0 64,8 66,6 91,2     | 12          |                         |                               | 12 !           | 294,6  |